# NEXTCLINICS
NEXTCLINICS je nadnárodní síť lékařských zařízení, která se nacházejí v Německu, České republice, Rakousku, Švýcarsku, Itálii a Španělsku. Na Evropský trh společnost vstoupila v roce 2015. Největší důraz je kladen na reprodukční medicínu. V roce 2018 se po několika velkých akvizicích evropských klinik stala 3. největším hráčem na poli IVF procedur.

## Lékařské služby
NEXTCLINICS provozuje síť moderních, vysoce specializovaných zdravotnických zařízení a nabízí péči především v oblastech reprodukční medicíny, pneumologie, ftizeologie, alergologie a klinické imunologie. Sídlo zdravotnické společnosti se nachází v Německu. Své služby nabízí v České republice, Itálii, Německu, Španělsku, Švýcarsku i občanům dalších zemí.